# Omar Suleiman
Omar Suleiman (arabisk عمر سليمان;) (2. juli 1936 i Qena – 19. juli 2012] var en egyptisk politiker og generalløjtnant. Fra 1993 til den 29. januar 2011 var han direktør for det egyptiske efterretningsvæsen Muchabarat og siden den 29. januar 2011 Egyptens vicepræsident; den 11. februar 2011, blev han midlertidig præsident efter Hosni Mubaraks tilbagetræden.

## Biografi
Suleiman blev født i Øvre Egypten. 1954 begyndte han sin uddannelse på en militærskole i Kairo. En del af uddannelsen fandt sted i Moskva. Han afsluttede sit studium som bachelor og magister. Mellem 1962 og 1973 havde han forskellige vigtige positioner under alle krigene mellem Egypten og Israel. 1991 blev han leder af det egyptiske militære efterretningsvæsen. Suleiman var en anerkendt formidler i 2000 under stridighederne mellem Israel og Palæstina, den anden intifada. 
Den 29. januar 2011 blev han på grund af det stigende pres under urolighederne i Egypten udnævnt til vicepræsident. Udnævnelsen er bemærkelsesværdig, da Hosni Mubarak siden han overtog magten i 1981 ikke havde nogen vicepræsident.
Omar Suleiman fik den 5. februar 2011 af Hosni Mubarak, overdraget opgaven med at søge dialog med de forskellige politiske grupperinger i landet for at lægge en dæmper på de omfattende demonstrationer.